# ۱۳۹ (میلادی)
۱۳۹ (میلادی) صد و سی و نهمین سال تقویم میلادی است.

## درگذشتگان
‎